# Belgiens U/17-fodboldlandshold
Belgiens U/17-fodboldlandshold er Belgiens landshold for fodboldspillere, som er under 17 år og administreres af KBVB/URBSFA.